# Wicked!
 For alternative betydninger, se Wicked. (Se også artikler, som begynder med Wicked)
Wicked! er Scooters tredje studealbum. Der blev udgivet to singler fra albummet, I'm Raving og Break It Up.

## Spor
1. Wicked Introduction (1:44)
2. I'm Raving (3:28)
3. We Take You Higher (4:22)
4. Awakening (4:26)
5. When I Was A Young Boy (3:58)
6. Coldwater Canyon (5:16)
7. Scooter Del Mar (4:58)
8. Zebras Crossing The Street (4:58)
9. Don't Let It Be Me (3:59)
10. The First Time (5:25)
11. Break It Up (3:39)

## Chart positioner
| Titel    | Chart-Positioner | Chart-Positioner | Chart-Positioner | Chart-Positioner | Chart-Positioner | Chart-Positioner | Chart-Positioner | Chart-Positioner | Chart-Positioner |
| Titel    | Tyskland         | Tjekkiet         | Ungarn           | Polen            | Finland          | Østrig           | Sverige          | Schweiz          | England          |
| -------- | ---------------- | ---------------- | ---------------- | ---------------- | ---------------- | ---------------- | ---------------- | ---------------- | ---------------- |
| "Wicked" | 22               | Platin, Guld     | Platin, Guld     | Guld             | Guld             | 30               | 33               | 38               | 76               |